# Samuel von Brukenthal
Samuel von Brukenthal (n. 26 iulie 1721, Nocrich – d. 9 aprilie 1803, Sibiu) a fost un jurist sas, guvernator al Transilvaniei, colecționar de artă și fondator al muzeului din Sibiu care îi poartă numele.

## Biografie

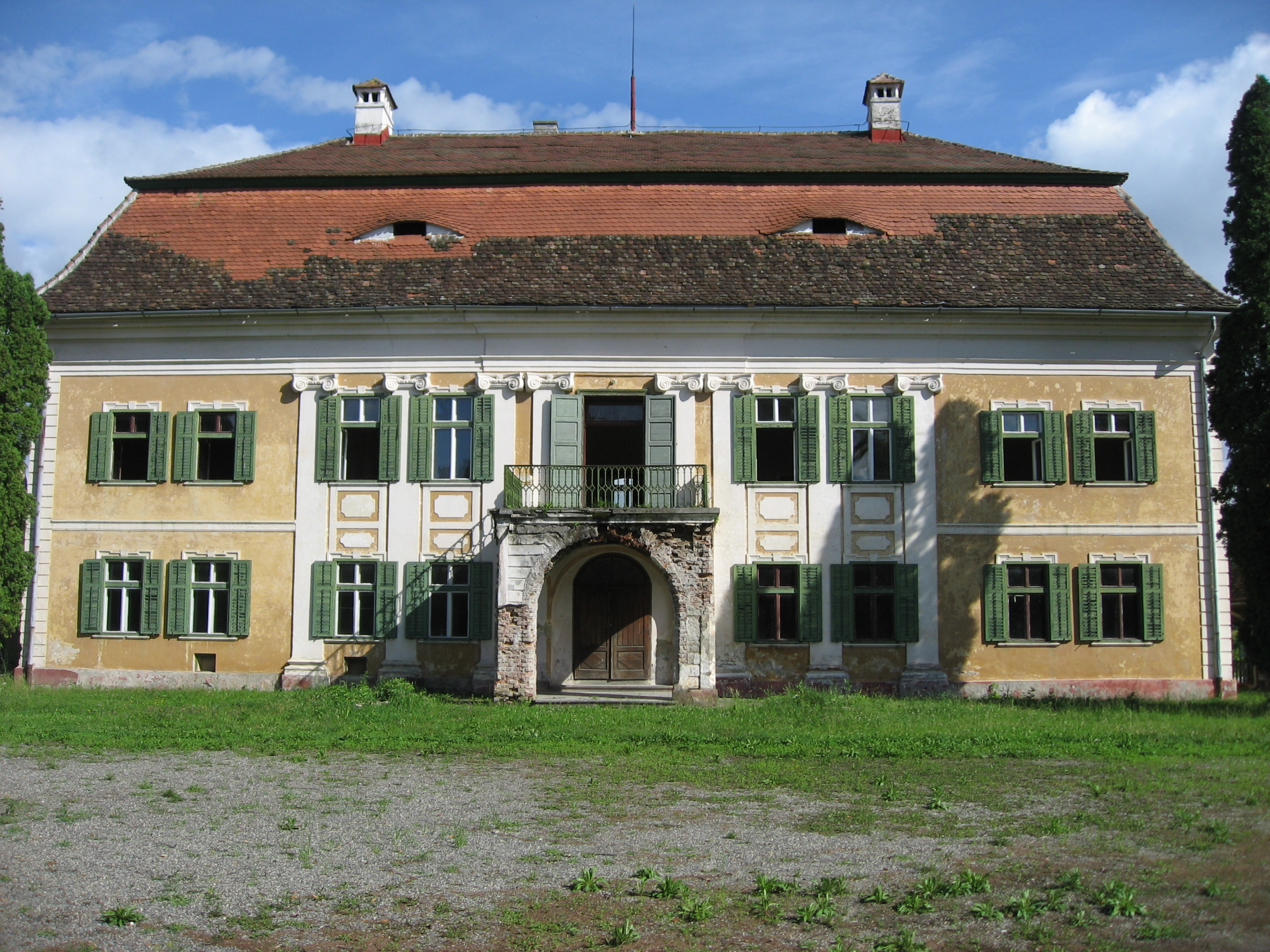
Castelul Brukenthal din Avrig

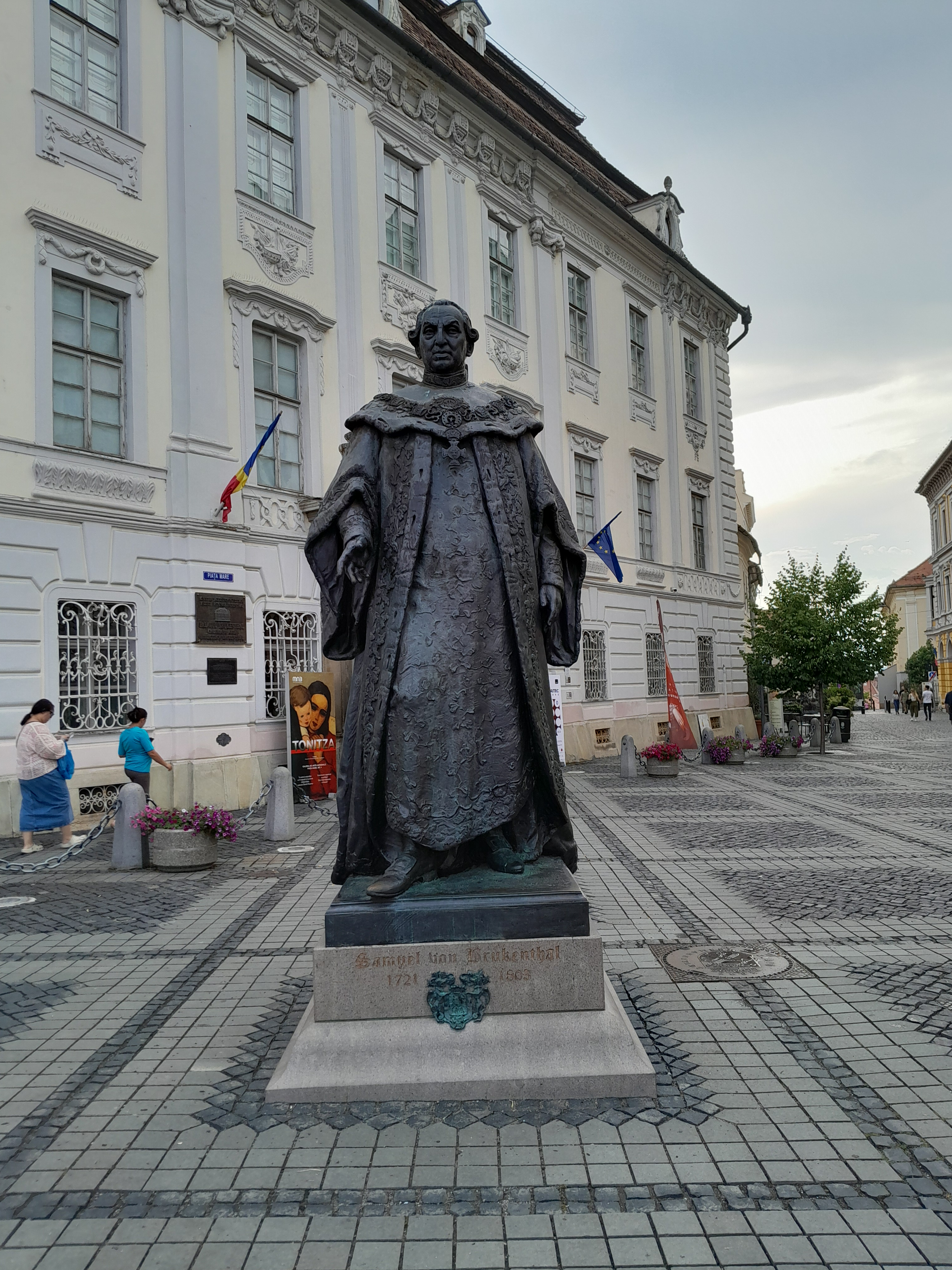
Monument în Sibiu

Bunicul și tatăl său au fost judecători în Nocrich. Numele inițial al familiei a fost Brekner. Pentru loialitate, tatăl său, Michael Brekner, a fost înnobilat în 1724, primind numele cu particulă nobiliară von Brukenthal. Mama sa, Susanna, provenea din familia aristocrată a lui Michael Conrad von Heydendorff.
După absolvirea gimnaziului, începând din 9 februarie 1741, Samuel von Brukenthal a fost circa doi ani funcționar la Cancelaria din Sibiu.
Apoi a studiat dreptul, filosofia, științele politice și administrative la universitățile din Halle și Jena, fără a obține însă un titlu academic. În acea epocă, diploma de absolvire nu era obligatorie. Era suficient un certificat de bună purtare pe durata studiilor. În timpul studenției a reușit să pătrundă în cercurile înalte de la Curtea din Berlin și a fost inițiat în francmasonerie în Loja Zu den Drei Adler din Viena, apoi a devenit membru al Lojei Masonice din Magdeburg.
A obținut la Viena funcția de cancelar provincial. Aici a început să-și creeze diverse colecții și o bibliotecă valoroasă. Încă din 1773 colecțiile sale au fost menționate într-un almanah ca numărându-se printre cele mai valoroase colecții particulare aflate la Viena în acel moment. O parte a colecțiilor și-a constituit-o prin achiziții din Viena, fie personal, fie prin intermediul pictorului Johann Martin Stock. Unele picturi provin din colecții mai vechi, precum cea a arhiducelui Leopold Wilhem, altele sunt achiziționate de pe piața de artă sau direct de la artiștii epocii (Martin van Meytens și Franz Neuhauser jun.). O altă parte a colecțiilor a provenit din Transilvania.
În vara anului 1745 Brukenthal s-a întors la Sibiu și a avut ocazia ca, în baza a doi ani de studii specializate, să fie admis la cancelaria administrației locale.
Ca tânăr de „condiție bună” cu studii superioare, i s-au deschis multe uși și pe plan personal, astfel că la 26 octombrie 1745 s-a căsătorit cu Sofia Katharina, fiica primarului provincial Daniel Klokner von Kloknern, pierzând însă sprijinul familiei comitelui de Baußnern, care sperase că Brukenthal se va căsători cu fiica sa. Căsătoria a dat un impuls serios carierei lui Brukenthal, mulțumită zestrei de circa 30.000 de guldeni a soției și proprietăților ei imobiliare și funciare, ceea ce a contribuit la ascensiunea lui printre oamenii de vază ai Transilvaniei.
Între 1745 și 1753, Brukenthal a ocupat funcții nesemnificative în administrație.
Întâi a fost grefier secund, apoi grefier principal, iar din 1751 vicenotar al magistratului de Sibiu.
În 1753 i s-a oferit ocazia unică de a călători la Viena, unde a fost primit în audiență de împărăteasa Maria Terezia a Austriei.
Națiunea săsească aspira să aibă și ea un secretariat al administrației (aidoma celor două existente pentru maghiari și secui). La Viena, Brukenthal a primit sarcina să înființeze acest secretariat. Nu numai că a îndeplinit cu succes această sarcină, dar la 18 ianuarie 1754 a fost numit să conducă secretariatul pentru națiunea săsească. Celelalte două secretariate erau conduse de nobilii maghiari Josinkzi (?) și Monos.
În anul 1762 împărăteasa Maria Terezia a Austriei l-a înălțat în rangul de baron. În 1765 a fost numit șef al Cancelariei Curții, în anul 1772 șef al Cancelariei Provinciei, iar în anul 1777 a fost numit guvernator al Marelui Principat al Transilvaniei, funcție pe care a îndeplinit-o până în anul 1787. A fost singurul sas transilvănean care a ajuns la o funcție atât de înaltă.
Veniturile sale au crescut substanțial. Dacă a început munca în administrație cu un venit anual de 150-300 guldeni, ca șef al Cancelariei Curții a primit 2.000 guldeni, ca șef al Cancelariei Provinciei 7.900 guldeni, ca Președinte al Cancelariei Curții Transilvaniei 9.900 guldeni, iar ca Guvernator 24.000 guldeni.
După moartea împărătesei Maria Terezia a Austriei, Samuel von Brukenthal a căzut în dizgrația fiului acesteia, împăratul Iosif al II-lea, și a fost obligat să se retragă din funcția de guvernator. Cu toate acestea, i s-a acordat o pensie anuală de 4.000 guldeni.
În 1779 a construit Palatul Brukenthal din Sibiu, în stilul barocului târziu, după model vienez. Spațiul fastuos al acestei reședințe, ce adăpostea seratele muzicale și literare patronate de Baronul Samuel von Brukenthal, galeriile de artă, cabinetul de stampe și biblioteca, a reprezentat un nucleu spiritual de excepție pentru Transilvania. Colecțiile de artă europeană ale baronului Samuel von Brukenthal au fost deschise publicului încă din 1790, cu trei ani înaintea inaugurării Muzeului Louvre, din Paris.
Prin testament, Baronul Samuel von Brukenthal a dispus deschiderea Palatului ca muzeu public, gestul său înscriindu-l astfel în rândul marilor iluminiști ai veacului. Palatul a devenit în 1817 muzeu public, cunoscut ca Muzeul Brukenthal, una dintre primele instituții de acest gen din Europa.
Pentru ca această colecție să nu fie dezmembrată după moartea sa, Samuel von Brukenthal a prevăzut în testament ca numai urmașii de parte bărbătească să poată moșteni colecția. În cazul stingerii descendenței pe linie bărbătească, colecțiile urmau să fie gestionate de o fundație și să intre în proprietatea Gimnaziului Evanghelic din Sibiu. În anul 1867 baronul Joseph von Brukenthal, unul din moștenitori, a lăsat prin testament ca și palatul (care era deja din 1817 un muzeu deschis publicului) să fie atribuit acestei fundații. În anul 1872 a murit ultimul moștenitor pe linie bărbătească, baronul Hermann von Brukenthal, și în felul acesta s-a stins familia Brukenthal. Gimnaziul a preluat fundația.